# Frame running

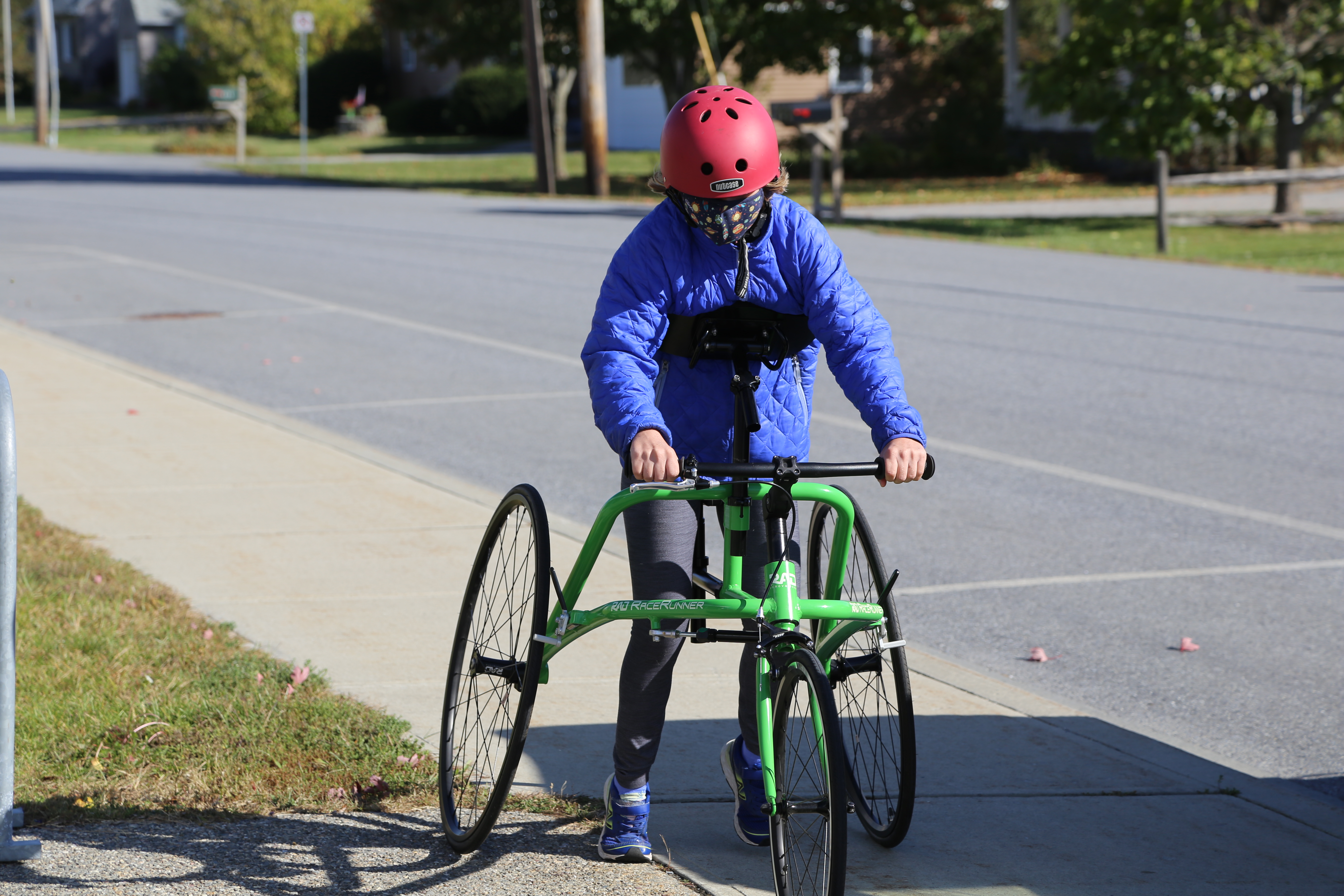
Une fille marchant avec un cadre RAD-Innovations RaceRunner.

Le frame running (littéralement « course sur cadre »), anciennement connue sous le nom de race running,,, est une discipline athlétique adaptative, principalement destinée aux personnes souffrant de graves troubles de la coordination et de l'équilibre tels que la paralysie cérébrale (IMC, Infirmité Motrice Cérébrale). Les athlètes utilisent un cadre de course à trois roues, avec une selle, un support corporel (plastron) et surtout, pas de pédales. Les athlètes courent sur des distances similaires à d'autres disciplines de course sur piste et sur route ; 50, 100, 200, 400, 800 mètres ainsi que 5 kilomètres, 10 kilomètres, semi-marathons et marathons complets. Comme la course à pied plus généralement, la course à pied peut être compétitive, récréative ou pour la santé et la forme physique.

## Histoire
Le frame running a été créée au Danemark en 1991 par la paralympienne Connie Hansen et Mansoor Siddiqi, un ancien athlète CP2L poussant au pied le fauteuil roulant vers l'arrière, et actuellement coordinateur international du frame running. Il a depuis été développé en partenariat avec la Cerebral Palsy International Sports and Recreation Association. En 1997, le premier camp de développement et la première coupe de course à pied ont eu lieu à Copenhague, au Danemark. C'est devenu un événement annuel. La 25e édition du Camp and Cup a eu lieu en 2022, avec des athlètes de 14 pays représentés,.
Le frame running est disputé aux Jeux mondiaux de la CPISRA depuis 2005[réf. nécessaire], et aux Jeux mondiaux IWAS depuis 2011.
En 2017, le frame running a été annoncé comme une discipline de piste de World Para Athletics, aux côtés de la course ambulante et de la course en fauteuil roulant. Des épreuves de course à pied de 100 m ont été disputées aux Championnats d'Europe de para-athlétisme 2018 et 2021 et aux Championnats du monde de para-athlétisme 2019. La course à cadre a été proposée sans succès pour être incluse dans les Jeux paralympiques d'été de 2024,. Il était cependant inscrit au programme des Championnats du monde de para-athlétisme 2023.
Des clubs de frame running existent dans des pays du monde entier, notamment aux États-Unis, en Australie, au Portugal, au Danemark, aux Pays-Bas, au Royaume-Uni, en Pologne, et en Lituanie entre autres. En France, la discipline sur 50 m a été intégrée, par la Fédération Française Handisport, aux championnats de France d'Athlétisme Handisport Indoor et Outdoor pour la saison 2023. Le premier titre de champion de France indoor[Quoi ?] sur 50 m frame running a été remporté par Lilian Schmitt le 18 février 2023 à Metz, avec un meilleur temps en série de 17"3.
Lilian Schmitt a également remporté les titres de champion de France sur 100 m et 400 m lors des championnats de France outdoor d'Athlétisme Handisport à Saint-Étienne le 9 juin 2023 (100 m en 29"71 et 400 m en 2'08''77),

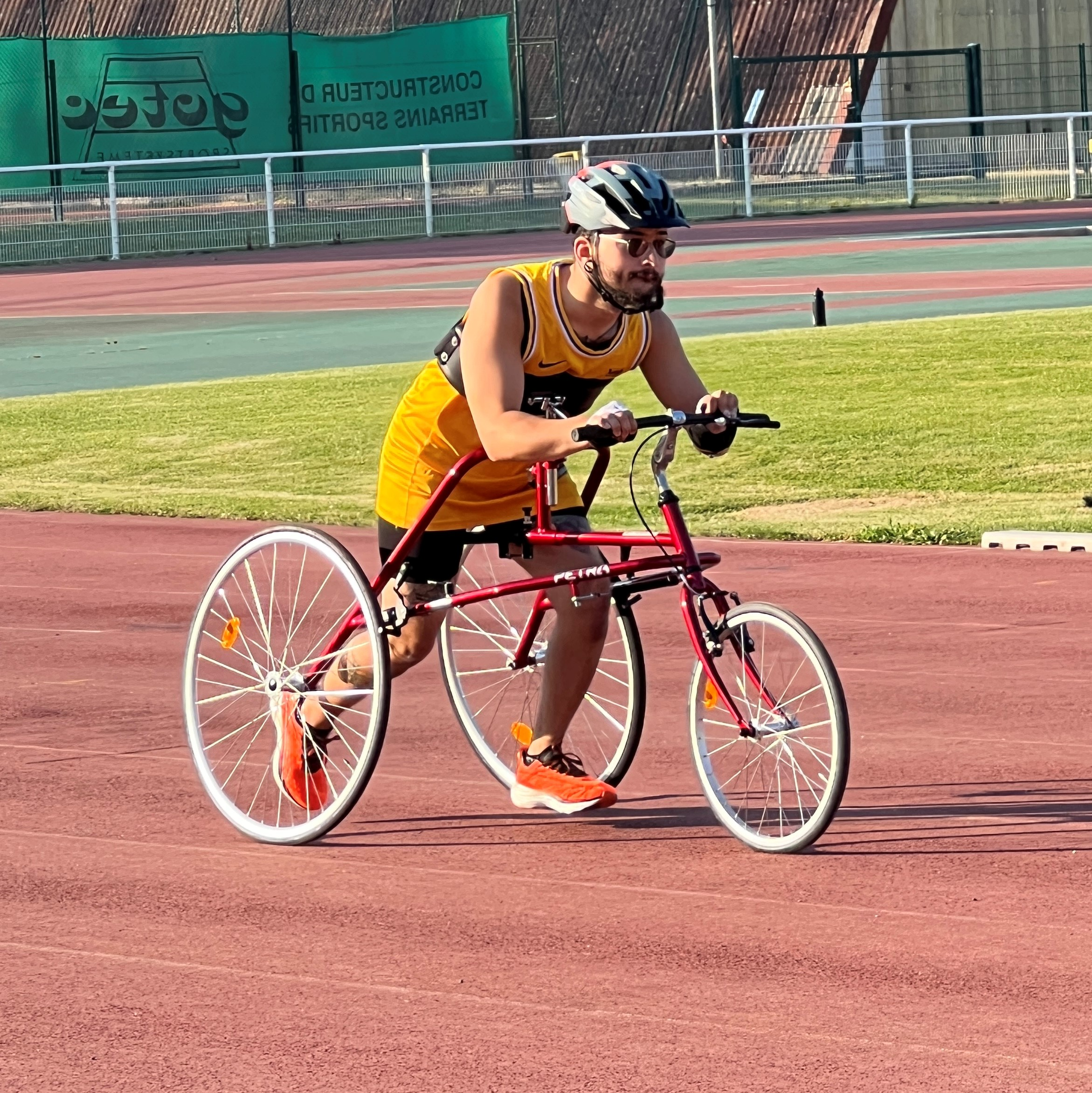
Lilian Schmitt à l’entrainement de Frame Runner en 2023